# Cisiordania

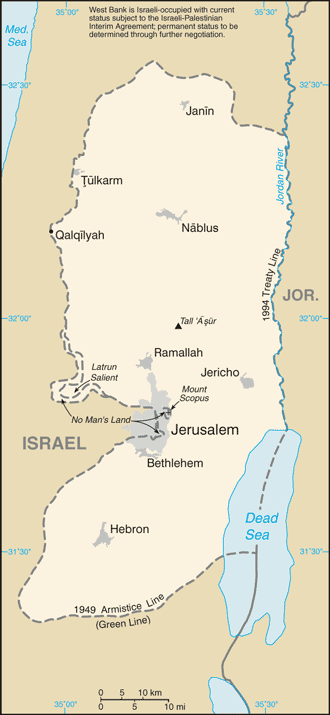
Harta Cisiordaniei

Cisiordania (arabă:الضفة الغربية, aḍ-Ḍiffä l-Ġarbīyä; ebraică: הגדה המערבית, HaGada HaMa'aravit, "malul de vest"; engleză: West Bank) este un teritoriu aflat la vest de râul Iordan, care îl separă de Iordania  (Transiordania) și înconjurat la nord, la vest și la sud de Israel. Pe majoritatea acestui teritoriu își exercită autoritatea de facto guvernul laic al Autorității Naționale Palestiniene (Regiunea Autonomă Palestiniană), o entitate prestatală arabă sunnită semiindependentă și separată teritorial și politic de guvernul Hamas din Fâșia Gaza. O parte din teritoriul Cisiordaniei cuprinde enclave cu așezări sau colonii agricole și urbane israeliene. În cursul anilor, după 1991 s-au dus,cu tărăgănare, tratative israelo-palestiniene, cu mediere internațională și cel mai des, americană, pentru reglementări teritoriale și definitivarea situației politico-administrative. 

## Istorie
Teritoriul Palestinei istorice, sărac în resurse, dar bogat în istorie, este menționat pentru prima oară în jurul anului 2000 î.Hr. când semiții amoriți s-au stabilit pe malul estic al râului Iordan, în timp ce canaaniții s-au așezat pe malul vestic al Iordanului. Printre invadatorii și coloniștii care au trecut prin Iordania se numără, în ordine cronologică, egiptenii, israeliții, hittiții,asirienii, babilonienii, perșii, grecii, romanii, bizantini, arabii musulmani, cruciații creștini, mamelucii ,otomanii și britanicii. Evreii antici, cunoscuți și ca israeliți sau iudei, au întemeiat aici regatele Israelului și Iudeei și apoi Regatul Hasmoneilor și au purtat fără succes două războaie grele împotriva romanilor. Pe acest teritoriu au luat naștere în cursul a sute de ani religiile iudaică și creștină.
În timpul Primului război mondial, pentru a submina dominanța otomană din Orientul Apropiat și a prelua sub dominație britanică teritoriile extirpate din trupul omului bolnav (sintagmă care caracteriza Imperiul Otoman în descompunere), Regatul Unit a sprijinit declanșarea revoltelor arabe din anii 1916-1918. 

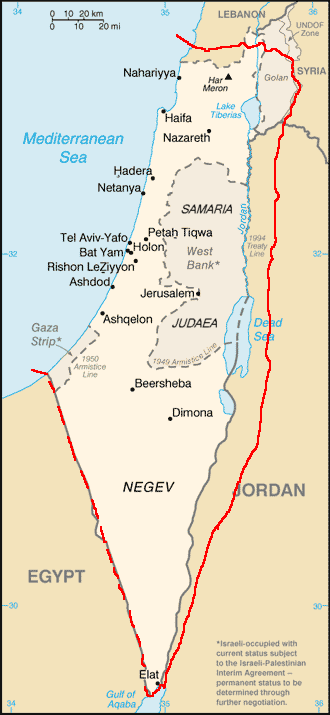
Harta statului evreu (conturul roşu), conform Acordului Feisal-Weizmann (1919) și prezentată la Conferința de Pace de la Paris din 1919. Linia neagră cuprinde granițele actuale ale Israelului, inclusiv Autoritatea Națională Palestiniană

### Începutulconflictului arabo-israelian

#### Interesele coloniale britanice
După Primul Război Mondial noțiunea de drepturi la autodeterminare ale popoarelor a devenit un criteriu de mare însemnătate în stabilirea granițelor și întemeierea sau renașterea unor entități statale naționale sau etnice. Regatul Unit, victorios pe frontul antiotoman, a acceptat să ia în considerație și doleanțele arabilor și pe cele ale evreilor, ahtiați de a-și vedea împlinite aspirațiile naționale de autonomie sau independență statală.
Britanicii au promis întemeierea unui mare Stat Arab sub conducerea dinastiei hașemite din Hijaz. În paralel, prin Declarația Balfour (1917) Regatul Unit a promis crearea „unui cămin național evreiesc în Palestina”. Documentele acordului secret Sykes–Picot, care venea să reglementeze dezideratele colonialiste franceze și britanice în Orientul Mijlociu a prevăzut însă o altă împărțire a Orientului Apropiat între Regatul Unit și Franța. În timp ce Franța a obținut administrarea Siriei și a Libanului, fondat cu acest prilej, în cele din urmă, pe malul de est al Iordanului (în așa-numita Transiordania) britanicii au stabilit un stat beduin arab, numit Emiratul Hașemit al Transiordaniei iar teritoriul, relativ subpopulat, al Palestinei dintre Iordan și Marea Mediterană a devenit „Palestina sub mandat britanic”. În acest din urmă teritoriu, potrivit Declarației Balfour, care a fost remenționată în documentele Conferinței de la San Remo (1920) Marea Britanie a obținut un mandat conferit de Liga Națiunilor (1922) și care era bazat pe obligațiile britanice de a crea un Cămin național pentru poporul evreu ("a national home for the Jewish people") în Palestina.
Hotărârea evreilor de a-și crea un stat independent și fără tutelă britanică, incoruptibilitatea personalităților cheie din conducerea sionistă și a „ișuvului” (evreii din Palestina), și mai ales însemnătatea politică, strategică, comercială și economică (tot mai mare după descoperirea zăcămintelor de petrol) din spațiul arab și musulman, i-au făcut pe britanici să mizeze pe cartea arabă, considerată și mai ușor de controlat. Guvernul britanic s-a dezis lesne de promisiunile de ordin tactic, pe altarul strategiei colonialiste britanice, revenind la vechea sa metodă, dezbină-i ca să-i poți domina (în latină divide et impera, inițiînd și sprijinind grupări insurecționiste arabe cu scopul de a îndrepta tendințele de emancipare națională arabe contra mișcării sioniste și de a-i elimina pe evreii din Palestina (vezi masacrele antievreiești din Jaffa, Hebron, etc.). În anii '20 ai secolului trecut, din inspirația și cu sprijinul britanic, prin amplificarea și canalizarea ideologiei panarabiste și a unor tensiuni etnice preexistente s-a declanșat Conflictul arabo-israelian. Crearea unui „cămin național evreiesc în Palestina" devenea „o opțiune de luat în considerație”, dar nu mai constituia misiunea centrală a mandatului britanic..

### Războiul arabo-israelian din 1948
După ce Regatul Unit a fost nevoit, în 1947, să retrocedeze mandatul asupra Palestinei Organizației Națiunilor Unite, ca urmare a hotărârii (Rezoluția 181 din noiembrie 1947) Adunării Generale a ONU de a împărți Palestina între evrei și arabi, rezoluție respinsă de statele arabe, „Legiunea Arabă” a fost una dintre cele 6 armate arabe care au invadat Statul Israel nou-format.
În timpul celui de-al II-lea război mondial, Regatul Unit a organizat, instruit și înarmat armata transiordaniană. Sub comanda generalului John Bagot Glubb (Glubb Pașa) și a altor 47 de ofițeri britanici, Legiunea Arabă iordaniană a devenit cea mai performantă, mai bine antrenată și mai utilată forță armată din zonă. 
Conform planurilor regelui Abdullah I, ea a primit ordinul să ocupe - pentru alipirea de Iordania - toată zona de vest a Iordanului (Cisiordania) și Ierusalimul, cu locurile sfinte. Legiunea Arabă s-a angajat în lupte în mai 1948 și a fost singura, dintre toate armatele arabe invadatoare, care a izbutit să-și execute sarcinile în marea lor majoritate.
Parlamentul transiordanian l-a proclamat pe Abdullah I al Iordaniei din dinastia beduină hașemită ca primul rege al Regatului Transiordania. Abdullah I și-a încheiat domnia în 1951, fiind împușcat de un arab palestinian pe când ieșea de la rugăciune, în fața Moscheii Al-Aqsa din Ierusalim. 
Acordul de armistițiu arabo-israelian din 1949 a menționat afilierea Cisiordaniei, cucerită de transiordanieni și redenumită „Malul de Vest” (al Iordanului, în engleză West Bank) Iordaniei, care se unificase politic și geografic cu populația palestiniană din zonă prin „Acordul de la Ierihon” (sau, „A II-a Conferință Arabo-Palestiniană”) din 1 decembrie 1948, și care l-a proclamat pe Abdulah I-ul al Iordaniei Rege al Palestinei.
Guvernul Transiordanian a ratificat această unificare cu palestinienii la 7 decembrie 1948, iar la 13 decembrie Parlamentul transiordanian a votat pentru transformarea «Transiordaniei» în «Regatul Hașemit al Iordaniei», iar regele  Abdullah a devenit „Rege al Iordaniei”. Unificarea a fost definitivată de Adunarea Națională Iordaniană formată din 20 de reprezentanți ai malului de Est al Iordanului și 20 de reprezentanți (palestineni) ai malului de Vest, la 24 aprilie 1950. Actul de unificare conținea și o clauză protectivă care venea să asigure drepturile arabe asupra întregului teritoriu arab (adică, clauza includea și teritoriul Israelului).. Numai  Regatul Unit a recunoscut oficial această unire. Pakistanul a susținut adesea că a recunoscut și el această unire, deși faptele dovedesc contrariul Mai multe state, inclusiv SUA (cu excepția Ierusalimului), au menținut consulate atașate Iordaniei în Ierusalimul de Est, fapt care poate fi considerat ca un fel de recunoaștere de facto Această stare de ambiguitate a fost contracarată de susținerea în bloc și garantată a statelor arabe.

### Războiul de Șase Zile
Războiul de Șase Zile a fost un conflict armat între Israel și alianța formată din statele arabe Egipt, Iordania și Siria. Acest război a durat între 5 și  10 iunie 1967. În urma victoriei militare asupra coaliției arabe, Israelul a ocupat Fâșia Gaza, Peninsula Sinai, Platoul Golan și Cisiordania. Războiul de  Șase Zile a fost cel de-al treilea conflict armat arabo-israelian. Henry Laurens nu este de acord cu teoriile culpabilității unilaterale ale părților beligerante, ci este de părere că războiul din 1967 a fost cauzat de erori diplomatice și strategice ale ambelor părți..
.

## Geografie
Cisiordania, cu o suprafață de 6.644 km2, a aparținut între anii 1948-1967 statului Iordania și a fost ocupată de Israel în timpul Războiului de Șase Zile din iunie 1967.

### Problema apei

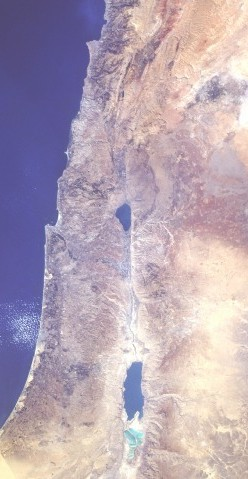
Râul Iordan, fotografie NASA

Fostul secretar general al ONU, Boutros Ghali proorocea în anii '90 că viitorul mare război în Orientul Mijlociu se va declanșa pe motive de lipsă de apă și nu politice. Pentru  populațiile din zonă apa are o importanță strategică egală, sau chiar superioară pământului. Principalele surse de apă potabilă (cu concentrații reduse de sare) din teritoriul dintre Iordan și Marea Mediterană sunt Lacul Tiberiada (Lacul Kineret, Marea Galileei) și acviferul (apa freatică) de la baza lanțului muntos care străbate Cisiordania. Pentru a îngenunchia Israelul prin uscare, Siria a construit baraje care urmau să devieze izvoarele Iordanului, care alimentează cu apă Marea Galileei, principalul rezervor de apă al Israelului (de unde Israelul livrează importante cantități de apă atât Iordaniei, cât și Autonomiei Palestiniene). Israelul a considerat construirea acestor baraje ca o provocare la război (în latină : casus beli) și le-a distrus prin bombardare.
Problema distribuției apei a devenit unul dintre subiectele principale ale războiului rece dintre Autonomia Palestiniană și Israel: Un raport al Amnesty International reclama faptul că 80 la sută din apa freatică din Cisiordania ocupată este folosită de Israel pentru necesitățile sale. Între 180.000 și 200.000 de palestinieni din localitățile rurale nu au acces la apă curentă, în timp ce 450.000 de coloniști evrei folosesc mai multă apă decât cele 2,3 milioane de palestinieni din Cisiordania la un loc..
Shaddad Attili, șeful biroului palestinian de aprovizionare cu apă susține că ocupația israeliană contracarează eforturile palestiniene de acumulare de apă (în engleză : "the Israeli occupation he is utterly disempowered to do anything about the chronic shortage of water... I am the minister for "virtual" water"). Uri Shani, directorul oficiului israelian de aprovizionare cu apă susține că problema este mult mai fundamentală: deși, după cinci ani de secetă (nivelul Lacului Kineret a scăzut cu peste 5 metri și se află la limita unei catastrofe ecologice sub pericolul imanent al salinzăzii ireversibile a apei), iar populația regiunii a crescut în ultimul secol la peste 20 de milioane de oameni („Toată această populație folosește, consumă și bea apă”) Israelul a crescut sbstanțial cantitatea de apă livrată Autonomiei Palestiniene, față de cantitatea la care s-a obligat în „Tratativele de la Oslo”.

## Zidul de securitate

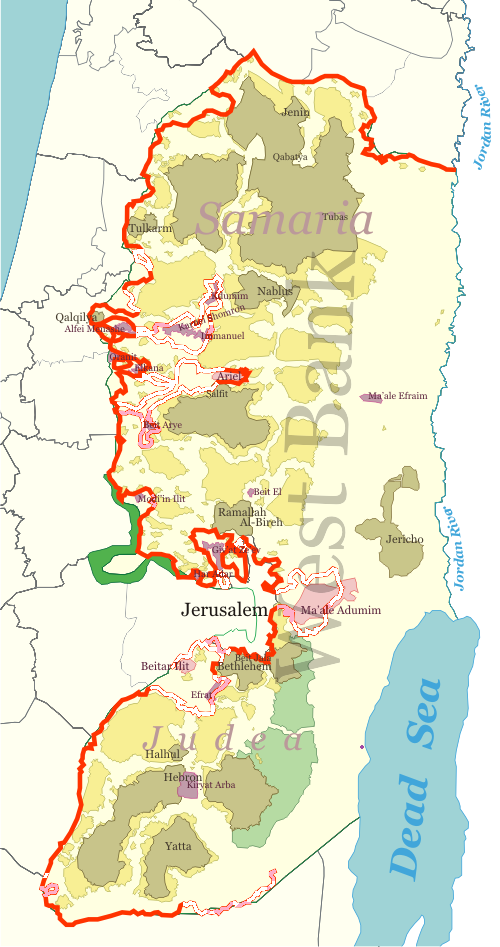
Traseul zidului de securitate

Ca o reacție de apărare, în urma valului de atentate teroriste palestiniene pe teritoriul Israelului, numit „Intifada a II-a”, care s-a exprimat prin atacuri sinucigașe asupra unor autobuze publice, cafenele, etc., soldate cu zeci de morți și sute de răniți, și pentru blocarea accesului liber al bandelor de jefuitori palestinieni (se jefuiau recolte, sute de stupi de albine, tractoare și alt utilaj agricol și 20% anual din totalitatea vehiculelor israeliene, de la motociclete la camioane de mare tonaj, în valoare de sute de milioane de dolari), pe 30 august 2003, Israelul a început construirea unui „zid de securitate” de-a lungul Cisiordaniei. Zidul, al cărui prim tronson are 140 km, a fost primit cu proteste de conducerea „Autonomiei Palestiniene”, care l-a considerat ca o încercare israeliană de definitivare a viitoarelor granițe, cu includerea Ierusalimul de est și a enclavelor locuite de evrei și declarat de propaganda palestiniană drept „zidul apartheidului” și „o modalitate de a li se mai lua o parte din teritoriu”.  Zidul este prevăzut cu sisteme de alarmă electrică și piste speciale de patrulare. Curtea Internațională de Justiție de la Haga a declarat zidul ilegal, în iulie 2004, dar Israelul a ignorat decizia acesteia.